# Beata Degórska
Beata Małgorzata Degórska – polska lekarz weterynarii, doktor habilitowany nauk rolniczych, adiunkt w Szkole Główna Gospodarstwa Wiejskiego w Warszawie, specjalistka od chirurgii zwierząt.

## Kariera naukowa
W 1990 roku na Wydziale Medycyny Weterynaryjnej Szkoły Głównej Gospodarstwa Wiejskiego w Warszawie  uzyskała tytuł lekarza weterynarii. W 1993 roku została zatrudniona na tejże uczelni, a w 2002 roku na jej Wydziale Medycyny Weterynaryjnej uzyskała stopień doktora nauk weterynaryjnych na podstawie rozprawy pt. Badania nad przydatnością trzpienia z kompozytu węgiel-żywica epoksydowa w protezowaniu stawu biodrowego, której promotorem był Zdzisław Kłos. W 2019 roku ten sam wydział nadał jej stopień doktora habilitowanego nauk rolniczych w dyscyplinie weterynarii na podstawie pracy pt. Badania nad przydatnością wybranych metod diagnostycznych oraz ocena skuteczności leczenia operacyjnego chorób stawów biodrowych psów i kotów.